# Ким, Виктор Югенович
Виктор Югенович Ким  (4 февраля 1934 — 25 марта 2020) — советский учёный-медик, кандидат медицинских наук (2006), педагог, заслуженный врач РСФСР (2002). Боксёр, судья международной категории АИБА по боксу.

## Биография
Родился в селе Казакевичи Приморской области, в 1938 г. семья переселена в Среднюю Азию.
Обучался в Ивановском текстильном институте. Окончил Ивановский медицинский институт. Заниматься боксом начал в ташкентском Дворце пионеров имени Николая Островского у тренера Ю. В. Бухмана.
В 1949 гг. выиграл первенство Ташкента по боксу среди юношей, в 1952 г. финалист турнира в Ленинграде. Побеждал во всесоюзном турнире памяти Климова (1953), первенстве ВУЗов Иваново (1954) и чемпионатах Ивановской области (1953—1954), провел 72 боя, одержал 67 побед.
В 1959 г. направлен на работу в Карелию врачом-хирургом в центральной районной больнице Пудожа.
С 1963 г. работал в железнодорожной больнице в г. Петрозаводске врачом и с 1965 г. заведующим хирургическим отделением. Хирург высшей категории (1980), консультант-травматолог Карельского республиканского врачебно-физкультурного диспансера.
В 1999—2009 гг. хирург в 5-й поликлинике г. Петрозаводска, где создал новое отделение амбулаторной хирургии.
В 2006 году защитил диссертацию на ученую степень кандидата медицинских наук.
С 1978 г. — судья республиканской категории Карельской АССР. В 1981 г. В. Ю. Киму было присвоено звание спортивного судьи всесоюзной категории по боксу, в 1995 — получил лицензию ЕАБА (европейская любительская ассоциация бокса) в 2007 г. — звание судьи международной категории АИБА (всемирная ассоциация бокса) по боксу.
Автор и патентообладатель 2 изобретений в области лечения наружного искривления первого пальца стопы и паховых грыж.
В 2008 г. избран членом-корреспондентом Петровской академии наук и искусств. Действительный член (академик) Академии медико-технических наук. Народный депутат Верховного совета Карельской АССР (1990—1995)

## Награды
- Почетный донор (1966).
- Почетный железнодорожник СССР (1985)
- Орден Дружбы (2008)
- Золотая медаль имени А. Чижевского
- Заслуженный врач Карельской АССР (1980)
- Заслуженный врач России (2002)
- «Человек года» города Петрозаводска (2000)
- Лауреат года Республики Карелия (2008)

## Труды
- Ким В. Ю. Сравнительные результаты хирургического лечения венной недостаточности / В. Ю. Ким // Хирургическая патология сосудов : тезисы докл. / Научно-практическая конференция хирургов Карельской АССР. (10 ; 1979 ; Петрозаводск). — Петрозаводск, 1979. — С. 74-76
- Ким В. Ю. Внутрикостная флебография в диагностике венной недостаточности / В. Ю. Ким // Хирургическая патология сосудов : тезисы докл. / Научно-практическая конференция хирургов Карельской АССР. (10 ; 1979 ; Петрозаводск). — Петрозаводск, 1979. — С. 72-74
- Ким В. Ю. Осложнения и летальность после экстренных операций на органах брюшной полости / В. Ю. Ким, А. В. Ванюков, А. З. Гильман // Ошибки и осложнения в экстренной хирургии. Инвазивные методы лечения бронхиальной астмы : тезисы докл. XIII науч.-практ. конференции хирургов Карел. АССР С. 19-21. — Петрозаводск, 1988. — С. 19-21
- Ким В. Ю. Реконструктивные операции при некоторых аномалиях толстой кишки // Повреждения и заболевания кишечника. Бронхиальная астма. Электронная хирургия. Новые хирургические технологии и избранные вопросы клинической хирургии. — СПб., 2000. — С.33-35.
- Ким В. Ю. Метод рациональной герниопластики пажовых грыж // Повреждения и заболевания кишечника. Бронхиальная астма. Электронная хирургия. Новые хирургические технологии и избранные вопросы клинической хирургии. — СПб., 2000. — С. 179—180
- Ким В. Ю. Бескровное, безболезненное лечение хронического геморроя / В. Ю. Ким // Материалы III научно-практической конференции хирургов Северо-Запада России и XXIV конференции хирургов Республики Карелия : (Петрозаводск, 23-25 мая 2001 г.). — СПб., 2001. — Т. 2. — С. 86-87
- Ким В. Ю. Рациональный метод лечения Hallux Valgus / В. Ю. Ким, С. Е. Карашуров // Материалы III научно-практической конференции хирургов Северо-Запада России и XXIV конференции хирургов Республики Карелия : (Петрозаводск, 23-25 мая 2001 г.). — СПб., 2001. — Т. 2. — С. 87-88
- Эндоскопические и неэндоскопические хирургические доступы для имплантации микрочипов с лечебной целью / В. Ю. Ким, А. С. Березин, В. Н. Лазарев и др. // Материалы III научно-практической конференции хирургов Северо-Запада России и XXIV конференции хирургов Республики Карелия : (Петрозаводск, 23-25 мая 2001 г.). — СПб., 2001. — Т. 1. — С.163-164
- Пути совершенствования амбулаторной хирургии / В. Ю. Ким, А. М. Гравов, Е. Б. Исакова, С. Е. Карашуров // Материалы международного конгресса хирургов, Петрозаводск, 22-24 мая 2002 г. — Петрозаводск, 2002. — Т. 2. — С. 324—325
- Ким В. Ю. Хирургическое лечение бронхиальной астмы радиочастотной электростимуляцией симпатических стволов : автореферат диссертации на соискание ученой степени кандидата медицинских наук : 14.00.27 — хирургия, 14.00.16 — патологическая физиология / Ким Виктор Югенович; [ГУ Ин-т хирургии им. А. В. Вишневского РАМН]. — Москва, 2005. (Петрозаводск : Издательство Петрозаводского государственного университета. — 27 с.
- Ким В. Ю. Хирургическое лечение бронхиальной астмы радиочастотной электростимуляцией симпатических стволов : 14.00.27 — Хирургия; 14.00.16 — Патолог. физиология : автореф. дис. на соиск. учен. степ. канд. мед. наук / Ким Виктор Югенович; [Петрозав. гос. ун-т]. — М., 2006. — 27 с
- Ким В. Ю. Возможности и преимущества амбулаторной хирургии / Ким В. Ю. // Медико-социальные аспекты оказания хирургической помощи населению Республики Карелия. Диагностика и лечебная тактика при первичном, вторичном и третичном перитоните. Нутритивно-метаболическая терапия у больных тяжелой хирургической патологией. Новое в практической хирургии$f [редкол.: А. И. Фетюков (отв. ред.), И. П. Дуданов, В. А. Шорников] : материалы XXVI научно-практической конференции хирургов Республики Карелия, посвященной 45-летию хирургического отделения ГУЗ «Республиканская больница им. В. А. Баранова» и 45-летию кафедры госпитальной хирургии ГОУ ВПО «Петрозаводский государственный университет» (г. Петрозаводск, 20-22 мая 2009 года) С. 22-23. — Петрозаводск : Карельский научный центр РАН, 2009. — С. 22-23. — ISBN 978-5-9274-0352-2
- Ким В. Ю. Итоги амбулаторной герниопластики / Ким В. Ю., Гноинская Н. А., Черницова Т. В. // Особенности оказания помощи пострадавшим с сочетанной травмой при ДТП. Методы современной диагностики и лечения острой кишечной непроходимости. Рентгеноэндоваскулярная реваскуляризация при критической ишемии нижних конечностей атеросклеротического и диабетического генеза. Ненатяжные методы пластик при радикальном лечении вентральных грыж. Новые технологии в практической хирургии : материалы VI научно-практической конференции хирургов Республики Карелия и Северо-Западного федерального округа России (г. Петрозаводск, 6-8 октября 2011 г.) / Петрозаводский государственный университет. — Петрозаводск, 2011. — С. 127—129. — ISBN 978-5-9274-0478-0
- Ким В. Ю. Наш опыт рациональной амбулаторной герниопластики / В. Ю. Ким, Н. А. Гноинская // Малоинвазивные технологии в хирургии. Новое в практической хирургии : материалы XXVII научно-практической конференции хирургов Республики Карелия, посвященной 50-летию кафедры госпитальной хирургии ФГБОУ ВПО «Петрозаводский государственный университет», 50-летию хирургического отделения ГБУЗ «Республиканская больница им. В. А. Баранова» (г. Петрозаводск, 22-24 мая 2014 г.). — Петрозаводск, 2014. — С. 116—117. — ISBN 978-5-8021-2029-3
- Ким В. Ю. Лечение гастродуоденальных прободных язв и кровотечений // Язвенная болезнь желудка и двенадцатиперстной кишки. Бронхиальная астма. Избранные вопросы клинической хирургии: Материалы XXII науч.-практ.конф.хирургов РК совместно с С.-Петерб. НИИ скорой помощи им. И. И. Джанелидзе,Петрозаводск,26-28 мая,1999 г.-СПб.,1999.-С.44-45
- Ким В. Ю. К вопросу о герниопластике по Намашко // Язвенная болезнь желудка и двенадцатиперстной кишки. Бронхиальная астма. Избранные вопросы клинической хирургии: Материалы XXII науч.-практ.конф.хирургов РК совместно с С.-Петерб. НИИ скорой помощи им. И. И. Джанелидзе, Петрозаводск,26-28 мая,1999 г.-СПб.,1999.-С.118-119
- Ким В. Ю. Хирургическое лечение бронхиальной астмы радиочастотной электростимуляцией симпатических стволов : автореферат дис. … кандидата медицинских наук : 14.00.27, 14.00.16 / Рос. науч. центр хирургии РАМН им. Б. В. Петровского. — Москва, 2006. — 27 с.
- Ким В. Ю. Причины повреждений желчных протоков и их профилактика // Анналы хирургической гепатологии.-2000.-Т.5,N2.-С.118.